# 一之宮貫前神社
一之宮貫前神社（日语：／）是位在日本群馬縣富岡市的神社。為式內社（名神大社）、上野國一宮、舊社格為國幣中社（現神社本廳的別表神社）。

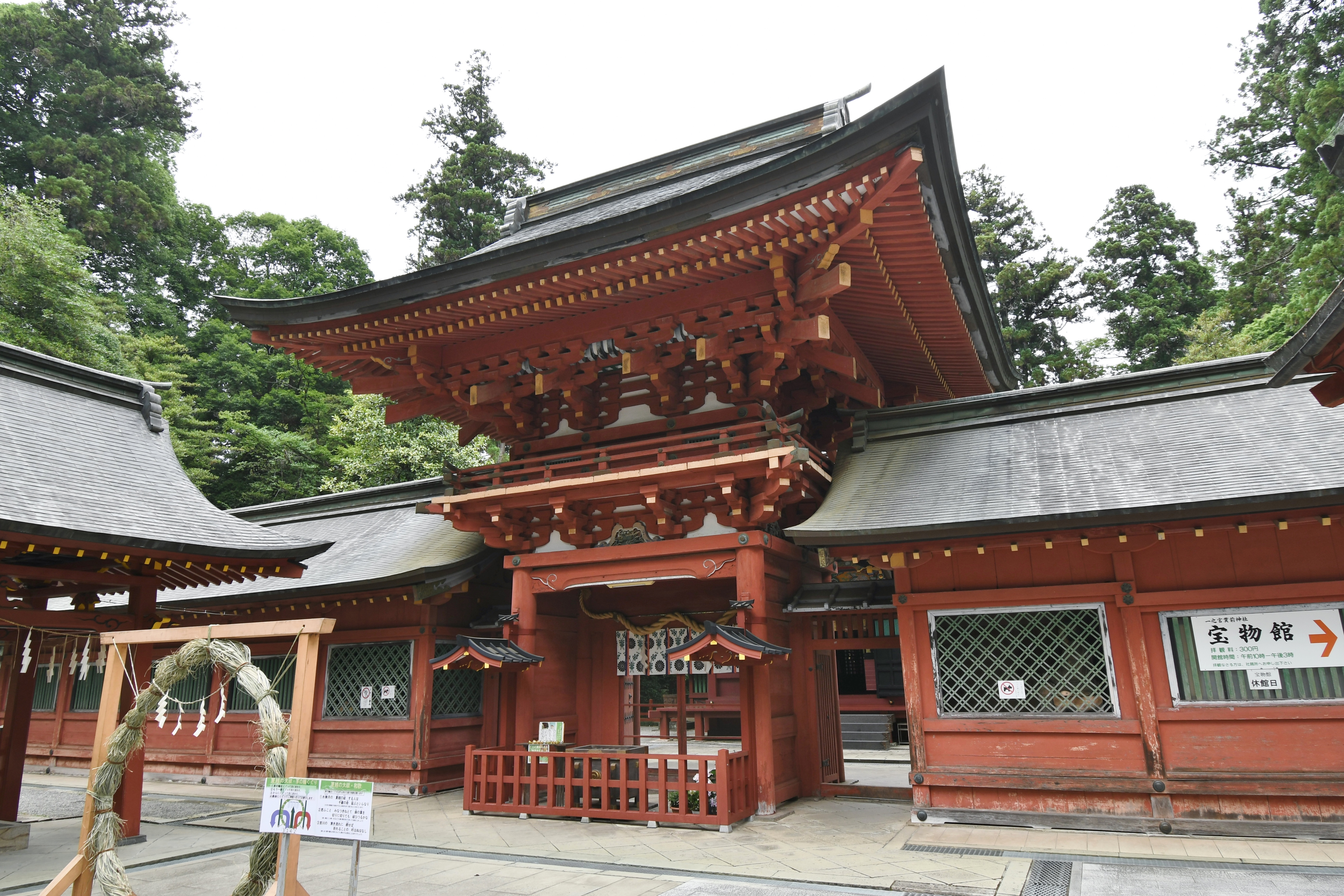
樓門

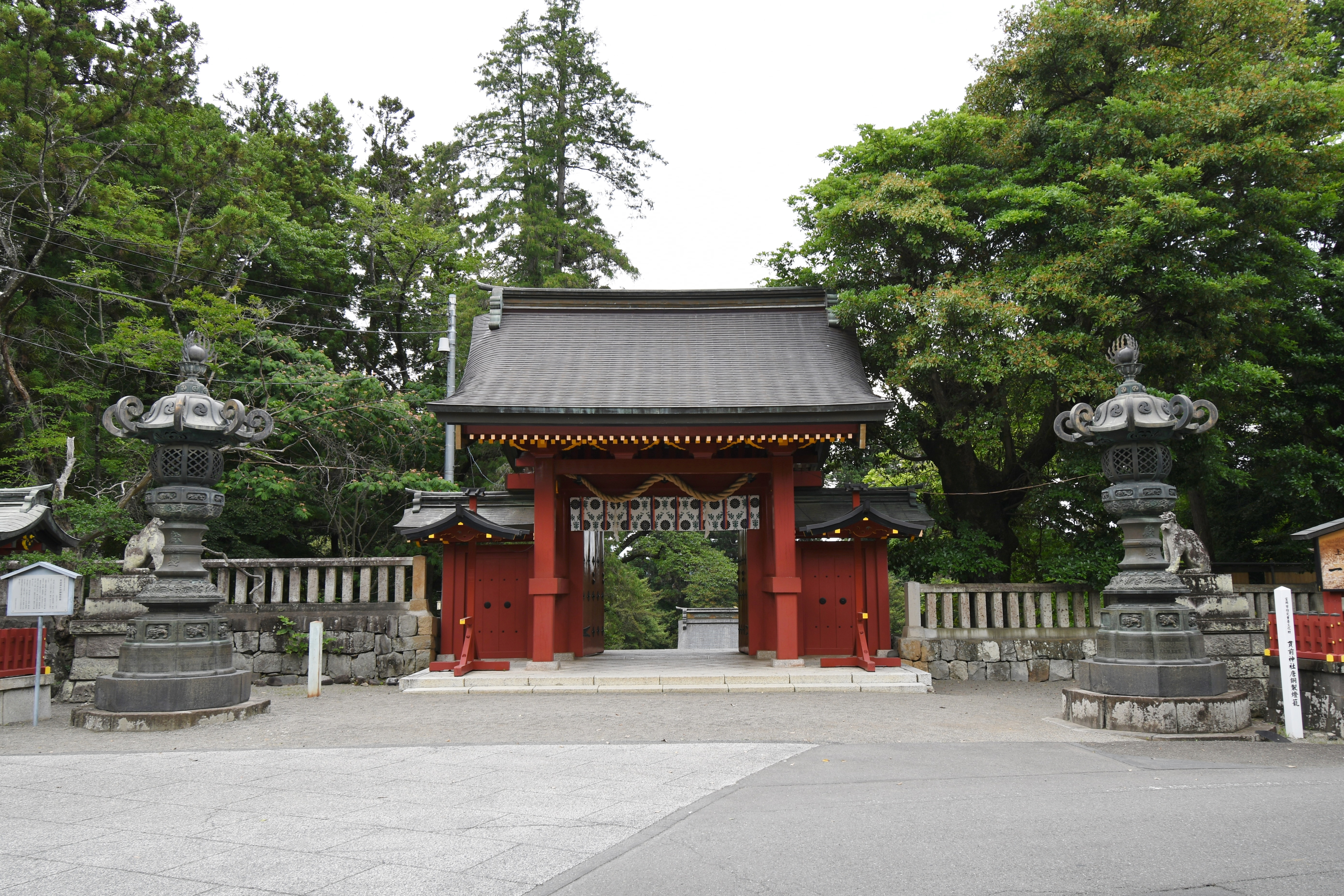
總門

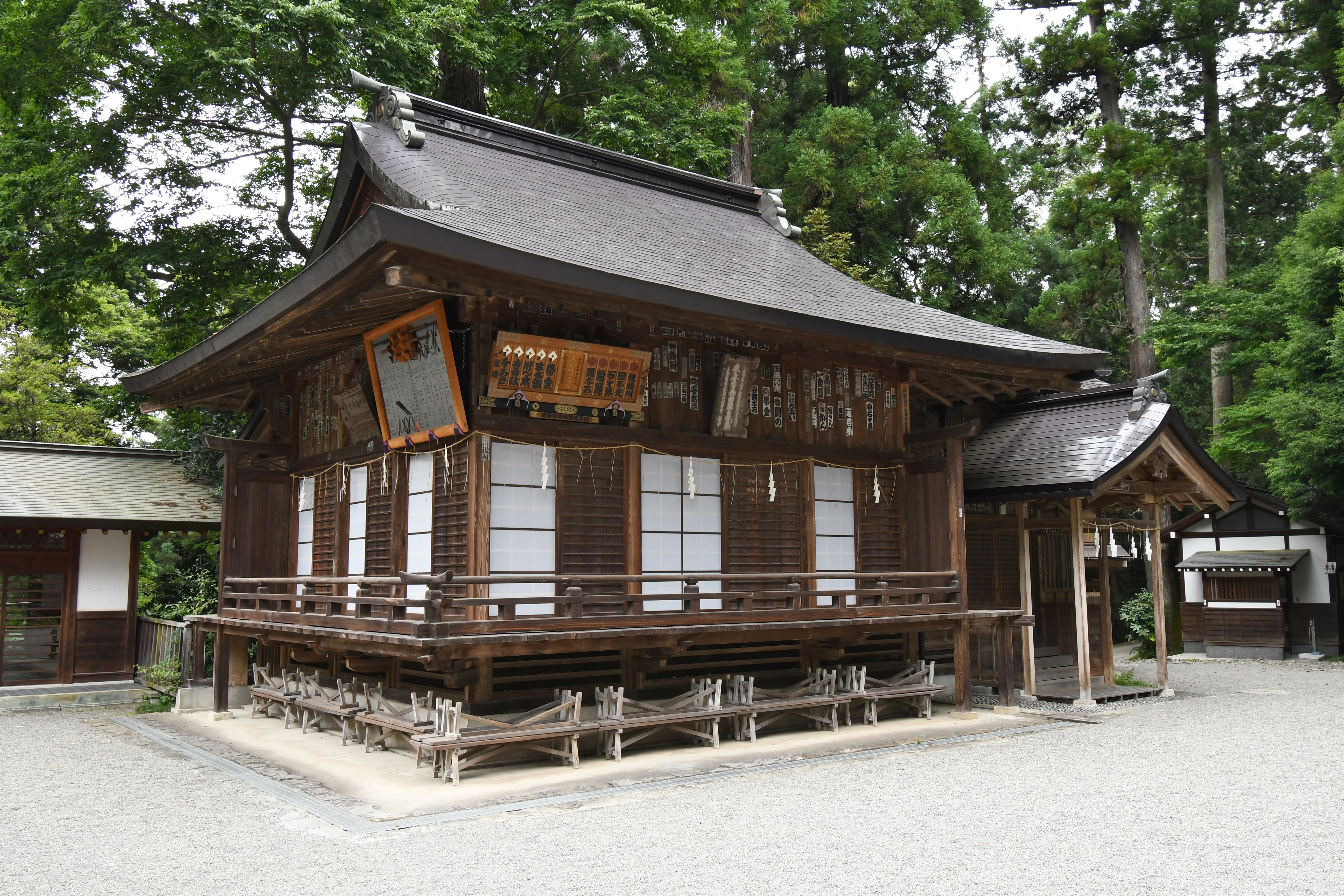
神樂殿

## 關連項目
- 神社

## 外部連結
- 一之宮貫前神社 （页面存档备份，存于）